# Mycoplasma bovis

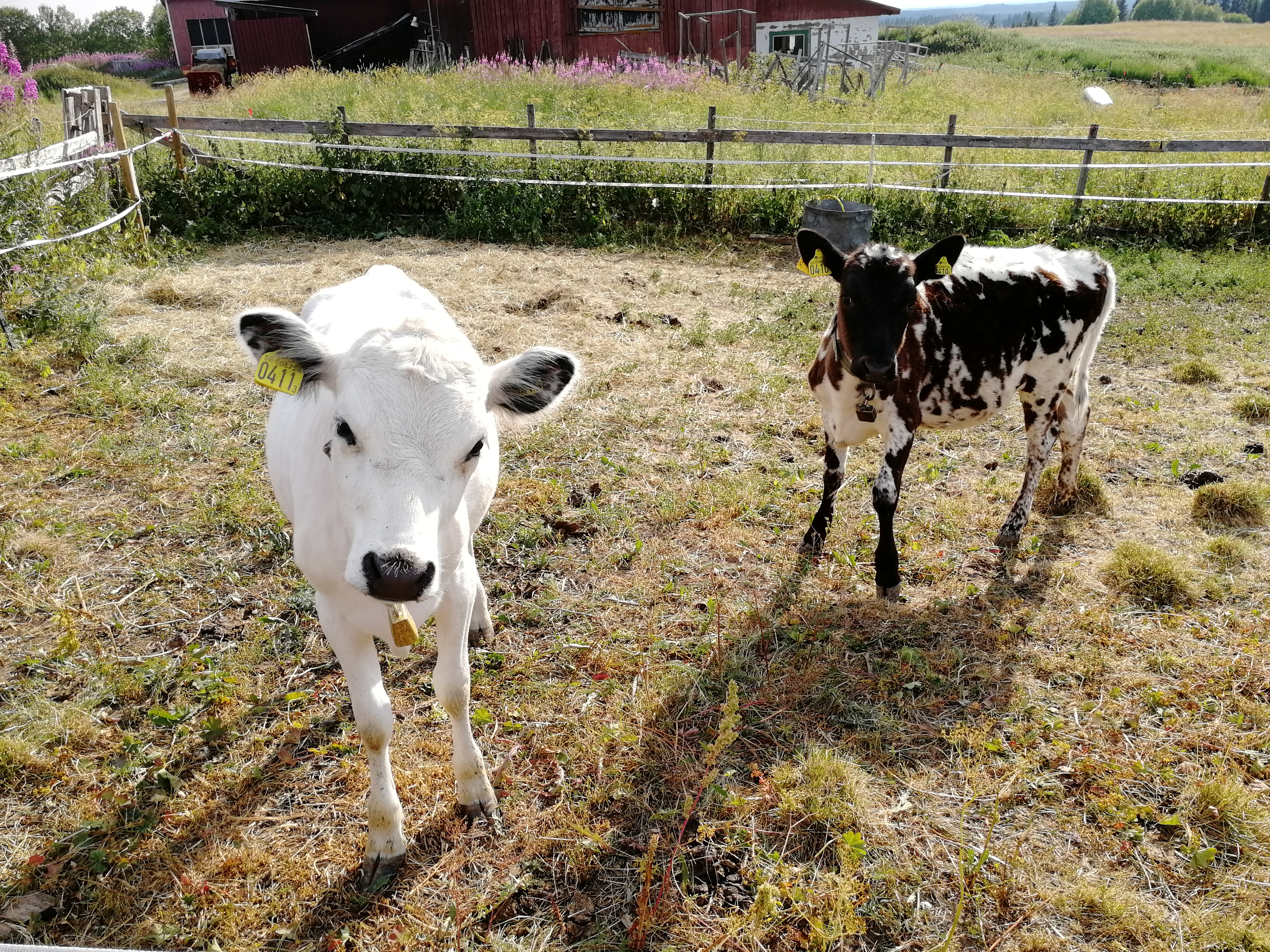
Kalvar kan drabbas av Mycoplasma bovis.

Mycoplasma bovis är en mykoplasma-bakterie som kan orsaka svåra infektioner hos nötkreatur, bland annat i juver, lungor, leder och inneröra. 
Infektionerna är ofta kroniska och svårbehandlade och påverkar djurvälfärden. Användningen av antibiotika kan öka dramatiskt i drabbade besättningar och leda till ökat selektionstryck för antibiotikaresistens hos flera typer av bakterier. Förekomsten av M bovis-infektioner i svenska nötkreatursbesättningar är fortfarande lägre än i många andra europeiska länder, men rapporter från veterinärer tyder på att den ökar . 
Mycoplasma bovis upptäcktes i Sverige som juverinflammation för första gången 2011. Bakterien har enstaka gånger under slutet av 1980-talet diagnosticerats hos kalvar.
För att ställa diagnosen Mycoplasma bovis kan man dels leta efter bakterien genom odling, vilket är svårt eftersom bakterien växer långsamt, eller med molekylära metoder såsom PCR  eller serologi (analys av antikroppar) . 